# Saab 9000
O  Saab 9000 foi o primeiro modelo de porte grande da Saab. Lançado em 1985, foi produzido até 1998, sendo substituído pelo Saab 9-5 no final de 1997.
O 9000 foi produzido a partir da plataforma Type Four, desenvolvida em conjunto com a FIAT e Lancia